# Mexico (Maine)
Mexico è un comune degli Stati Uniti d'America, situato nello Stato del Maine, nella contea di Oxford.